# Ordos (Binnen-Mongolië)
Ordos is een stadsprefectuur in het zuidwesten van de noordelijke provincie Binnen-Mongolië, Volksrepubliek China. De naam Ordos Stad in de officiële lokale taal, Mongools, wordt geschreven als: ᠣᠷᠳᠣᠰ ᠬᠣᠲᠠ. De naam betekent "paleizen".
Hier volgt een lijst met het aantal van de Officiële etnische groepen van de Volksrepubliek China in deze autonome prefectuur:
| Nationaliteit | Aantal    | Percentage |
| ------------- | --------- | ---------- |
| Han-Chinezen  | 1.207.971 | 88,19%     |
| Mongolen      | 155.845   | 11,38%     |
| Mantsjoes     | 2.905     | 0,21%      |
| Hui           | 1.861     | 0,14%      |
| Tibetanen     | 1.023     | 0,07%      |